# Los Shapis en el mundo de los pobres
Los Shapis en el mundo de los pobres es una película peruana de 1985 dirigida por Juan Carlos Torrico sobre el grupo de música chicha Los Shapis.

## Sinopsis
La película narra, a modo de comedia musical, los inicios del grupo cuando migraron de Huancayo a Lima, y los prejuicios hacia su estilo musical por las disqueras y el público limeño.

## Reparto
Los miembros del reparto son:
- Los Shapis:
  - Julio Simeón
  - Jaime Moreyra
- Amparo Brambilla
- Haydeé Cáceres
- Lucho Guevara
- José Loayza
- Julio Agüero